# Jacaranda selleana
Jacaranda selleana là một loài thực vật có hoa trong họ Chùm ớt. Loài này được Urb. mô tả khoa học đầu tiên năm 1929.